# Trenton Shooting Stars
I Trenton Shooting Stars sono stati una società di pallacanestro statunitense con sede a Trenton, nel New Jersey.

## Storia
Fondati nel 1999, hanno partecipato ai due campionati della IBL.

## Stagioni
| Stagione | Lega | Denominazione          | V  | P  | %    | Piazzamento | Play-off             |
| -------- | ---- | ---------------------- | -- | -- | ---- | ----------- | -------------------- |
| 1999-00  | IBL  | Trenton Shooting Stars | 32 | 32 | 50,0 | 2º          | Primo turno          |
| 2000-01  | IBL  | Trenton Shooting Stars | 27 | 25 | 51,9 | 3º          | Finale di conference |